# Union sportive ouvrière Bruay-la-Buissière
Maillots
L'Union sportive ouvrière Bruay-la-Buissière, abrégé en USO Bruay-la-Buissière, est un club de football français fondé le 17 juillet 1906 sous le nom d'Union sportive bruaysienne, et situé à Bruay-la-Buissière dans le Pas-de-Calais.
Le club est principalement connu pour son équipe féminine, qui a existé de 1977 à 2009. Les Bruaysiennes atteignent pour la première fois de leur histoire la Division 1 en 1987, où le club se maintient durant cinq saisons avant d'être relégué en 1992. De retour dans l'élite en 1996, le club y évolue trois saisons avant de passer trois saisons en seconde division, qui se conclut par un titre en 2002. Mais après une nouvelle apparition en Division 1, l'équipe s’effondre et enchaîne les relégations jusqu'à sa dissolution en 2009.
L'équipe masculine a également obtenu de bons résultats dans les championnats amateurs. Le club devient ainsi deux fois vice-champion de France amateur, en 1939 et en 1955, période ou il évolue régulièrement en Division Nationale, le plus haut niveau amateur. Depuis, il a évolué deux saisons en Nationale 3, le cinquième niveau national, de 1995 à 1997.
Le club joue actuellement dans les championnats de la Ligue du Nord-Pas-de-Calais, en Promotion d'Honneur (3e niveau régional et 8e niveau français) pour la saison 2015-2016.

## Palmarès

### Équipe féminine
Le palmarès de l'USO Bruay-la-Buissière comporte un championnat de France de seconde division.
Le tableau suivant liste le palmarès du club dans les différentes compétitions officielles au niveau national et régional.
| Compétitions nationales                          | Compétitions régionales     |
| ------------------------------------------------ | --------------------------- |
| - Championnat de France D2 (1) - Champion : 2002 | Votre aide est la bienvenue |

### Équipe masculine
| Compétitions nationales                                        | Compétitions régionales                                                       |
| -------------------------------------------------------------- | ----------------------------------------------------------------------------- |
| - Championnat de France amateur - Vice-champion : 1939 et 1955 | - Championnat du Nord-Pas-de-Calais (4) - Champion : 1939, 1948, 1959 et 1995 |

## Bilan saison par saison

### Équipe féminine
Le tableau suivant retrace le parcours du club depuis sa création en 1977 jusqu'à sa disparition en 2009.
| Édition   | Division 1 | Division 2                     | Division 3             | Divisions Régionales     | Coupe de France   |
| 1977-1987 | -          | Championnat inexistant         | Championnat inexistant | …                        | Coupe inexistante |
| 1987-1988 | 9e (Gr. A) | Championnat inexistant         | Championnat inexistant | -                        | Coupe inexistante |
| 1988-1989 | 7e (Gr. A) | Championnat inexistant         | Championnat inexistant | -                        | Coupe inexistante |
| 1989-1990 | 6e (Gr. C) | Championnat inexistant         | Championnat inexistant | -                        | Coupe inexistante |
| 1990-1991 | 8e (Gr. B) | Championnat inexistant         | Championnat inexistant | -                        | Coupe inexistante |
| 1991-1992 | 9e (Gr. C) | Championnat inexistant         | Championnat inexistant | -                        | Coupe inexistante |
| 1992-1995 | …          | …                              | Championnat inexistant | …                        | Coupe inexistante |
| 1995-1996 | -          | non connu                      | Championnat inexistant | -                        | Coupe inexistante |
| 1996-1997 | 7e         | -                              | Championnat inexistant | -                        | Coupe inexistante |
| 1997-1998 | 9e         | -                              | Championnat inexistant | -                        | Coupe inexistante |
| 1998-1999 | 12e        | -                              | Championnat inexistant | -                        | Coupe inexistante |
| 1999-2000 | -          | non connu                      | Championnat inexistant | -                        | Coupe inexistante |
| 2000-2001 | -          | 5e (Gr. A)                     | Championnat inexistant | -                        | Coupe inexistante |
| 2001-2002 | -          | 1er (Gr. A) 1er (Phase Finale) | Championnat inexistant | -                        | 16e de finale     |
| 2002-2003 | 12e        | -                              | -                      | -                        | 16e de finale     |
| 2003-2004 | -          | 9e (Gr. A)                     | -                      | -                        | non connu         |
| 2004-2005 | -          | -                              | 9e (Gr. A)             | -                        | non connu         |
| 2005-2006 | -          | -                              | -                      | …                        | non connu         |
| 2006-2007 | -          | -                              | -                      | …                        | non connu         |
| 2007-2008 | -          | -                              | -                      | 1er (Division d'Honneur) | non connu         |
| 2008-2009 | -          | -                              | 9e (Gr. C)             | -                        | non connu         |